# Apogon carinatus
 Apogon carinatus és una espècie de peix de la família dels apogònids i de l'ordre dels perciformes.

## Morfologia
Els mascles poden assolir els 15 cm de longitud total.

## Distribució geogràfica
Es troba al Pacífic occidental: Japó, Mar de la Xina i nord-oest d'Austràlia.